# 예멘 여자 축구 국가대표팀
예멘 여자 축구 국가대표팀은 예멘을 대표하는 여자 축구 대표팀으로 예멘 축구 협회에서 관리한다. 여자 대표팀은 FIFA에 등록되어 있으나 남자대표팀과는 달리 아직 공식 경기에 출전한 기록은 없다.

## 같이 보기
- 예멘 축구 국가대표팀